# Lagernoje
Lagernoje (russisch Лагерное, deutsch Lenken, litauisch Lenkai) ist ein Ort in der russischen Oblast Kaliningrad und gehört zur kommunalen Selbstverwaltungseinheit Munizipalkreis Krasnosnamensk im Rajon Krasnosnamensk. Zu Lagernoje gehört auch die ehemalige Försterei Katzenfang (55° 0′ 58″ N, 22° 14′ 19″ O).

## Geographische Lage
Lagernoje liegt am Nordufer der Scheschuppe (1938 bis 1945: Ostfluss) im Westen des einstigen Forste Trappönen an der Kommunalstraße 27K-111, die Nemanskoje (Trappönen/Trappen) mit Lesnoje (Groß Lenkeningken/Großlenkenau) verbindet. Bis zur westlich liegenden einstigen Kreisstadt Neman (Ragnit) sind es zwölf Kilometer, die heutige Rajonhauptstadt Krasnosnamensk (Lasdehnen/Haselberg) liegt 20 Kilometer in südöstlicher Richtung. Eine Bahnanbindung besteht nicht.

## Geschichte
Das ehemals Lenken genannte Gutsdorf war ursprünglich eine Domäne, die Gottfried Benjamin Sperber, Landrat des Kreises Ragnit im Jahre 1815 käuflich erwarb. Das Gut blieb bis 1945 in Familienbesitz mit den wirtschaftlichen Schwerpunkten Kartoffelanbau und Viehzucht (besonders: Pferdezucht).
Zwischen 1874 und 1945 war Lenken in den Amtsbezirk Raudszen (1936 bis 1938: Raudschen, 1938 bis 1946: Rautengrund, heute russisch: Rjadino) eingegliedert, der bis 1922 zum Kreis Ragnit, danach zum Landkreis Tilsit-Ragnit im Regierungsbezirk Gumbinnen der preußischen Provinz Ostpreußen gehörte.
Am 15. November 1928 gab Lenken seine Eigenständigkeit auf und schloss sich mit den Nachbarorten Raudszen und Aszolienen (1938 bis 1946: Aschelingen, heute nicht mehr existent) zur neuen Landgemeinde Raudszen (1936 bis 1938: Raudschen, 1938 bis 1946: Rautengrund, russisch: Rjadino) zusammen.
In Kriegsfolge kam Lenken im Jahre 1945 mit dem nördlichen Ostpreußen zur Sowjetunion und wurde 1947 wieder als eigenständiger Ort in „Lagernoje“ umbenannt und gleichzeitig dem Dorfsowjet Liwenski selski Sowet im Rajon Krasnosnamensk zugeordnet. Später gelangte der Ort in den Timofejewski selski Sowet. Von 2008 bis 2015 gehörte Lagernoje zur Landgemeinde Alexejewskoje selskoje posselenije, von 2016 bis 2021 zum Stadtkreis Krasnosnamensk und seither zum Munizipalkreis Krasnosnamensk.

### Einwohnerentwicklung
| Jahr | Einwohner |
| ---- | --------- |
| 1867 | 133       |
| 1871 | 127       |
| 1885 | 108       |
| 1905 | 101       |
| 1910 | 105       |
| 1925 | 113       |
| 1984 | ~ 70      |
| 2002 | 64        |
| 2010 | 65        |
| 2021 | 47        |

## Kirche
Die Bevölkerung Lenkens war bis 1945 fast ohne Ausnahme evangelischer Konfession. Das Dorf war bis 1897 in das Kirchspiel der Kirche Ragnit, danach in die Kirche Groß Lenkeningken (der Ort hieß zwischen 1938 und 1946: Großlenkenau, heute russisch: Lesnoje) eingepfarrt, die zur Diözese Ragnit im Kirchenkreis Tilsit-Ragnit innerhalb der Kirchenprovinz Ostpreußen der Kirche der Altpreußischen Union gehörte.
Heute liegt Lagernoje im weitflächigen Einzugsgebiet der neu entstandenen evangelisch-lutherischen Gemeinde in Sabrodino (Lesgewangminnen, 1938 bis 1946 Lesgewangen), die Teil der Propstei Kaliningrad (Königsberg) der Evangelisch-lutherischen Kirche Europäisches Russland ist.